# Kulturní studia (časopis)
Kulturní studia jsou odborným recenzovaným časopisem vydávaným z. s. Kulturní studia ve spolupráci s oborem Hospodářská a kulturní studia na Provozně ekonomické fakultě České zemědělské univerzity. Cílem časopisu je prezentovat výsledky výzkumů v oblasti kulturních studií a obecně v rámci sociálních a humanitních věd. Časopis má recenzovanou a studentskou část.
První číslo časopisu vyšlo v roce 2013 a vychází dvakrát ročně (1. května a 1. listopadu).